# Elkland (Pensilvania)
Elkland es un borough ubicado en el condado de Tioga en el estado estadounidense de Pensilvania. En el año 2000 tenía una población de 1.786 habitantes y una densidad poblacional de 293.4 personas por km².

## Geografía
Elkland se encuentra ubicado en las coordenadas 41°59′07″N 77°18′50″O / 41.98528, -77.31389.

## Demografía
Según la Oficina del Censo en 2000 los ingresos medios por hogar en la localidad eran de $26,034 y los ingresos medios por familia eran $33,523. Los hombres tenían unos ingresos medios de $26,983 frente a los $20,743 para las mujeres. La renta per cápita para la localidad era de $14,470. Alrededor del 15.1% de la población estaba por debajo del umbral de pobreza.